# سفارة السويد في المغرب
سفارة السويد في المغرب هي أرفع تمثيل دبلوماسي لدولة السويد لدى المغرب. تقع السفارة في وهي تهدف لتعزيز المصالح السويدية في المغرب.

## وصلات خارجية
- قائمة سفارات السويد
- قائمة السفارات في المغرب